# Zehntelmaß

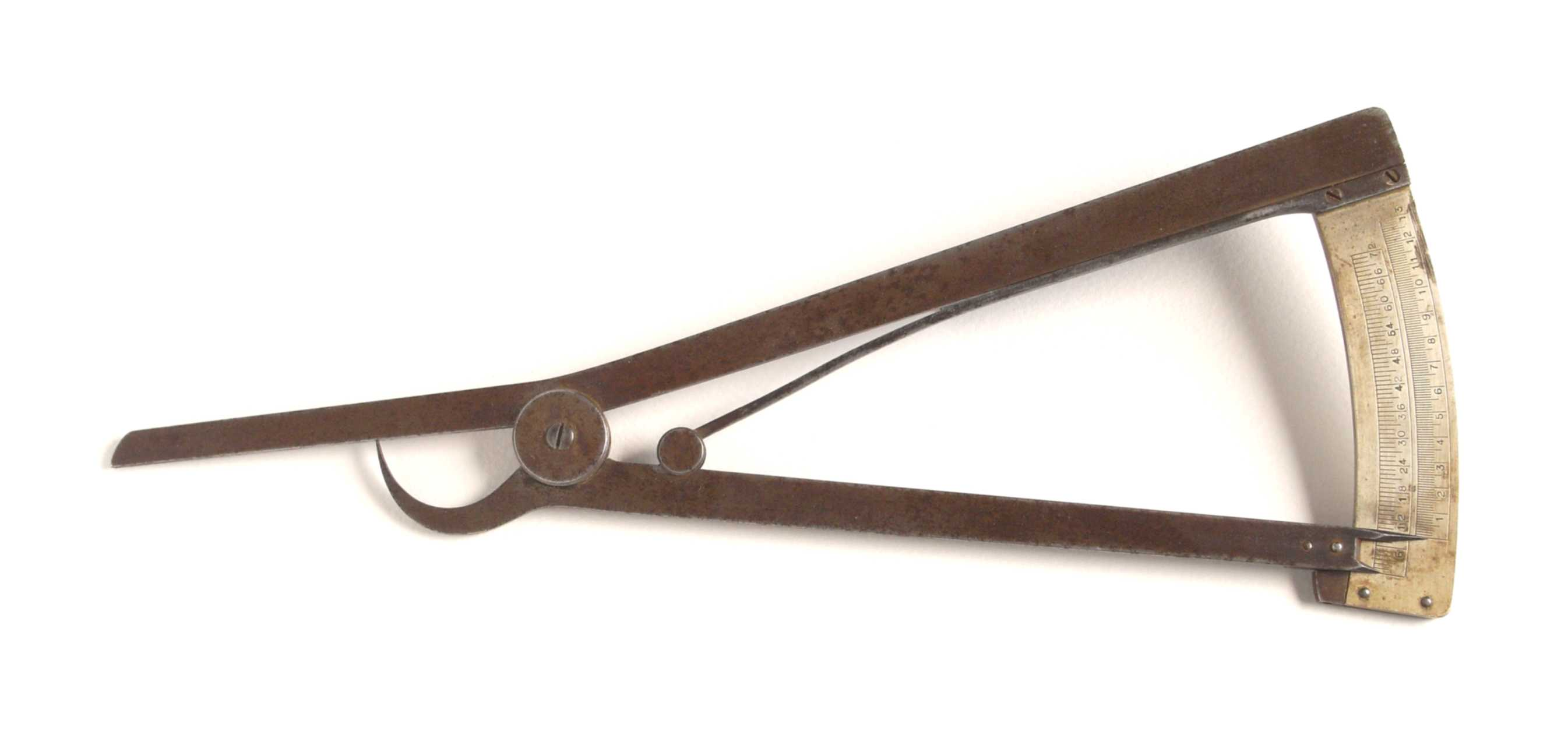
Zehntelmaß mit zwei Skalen

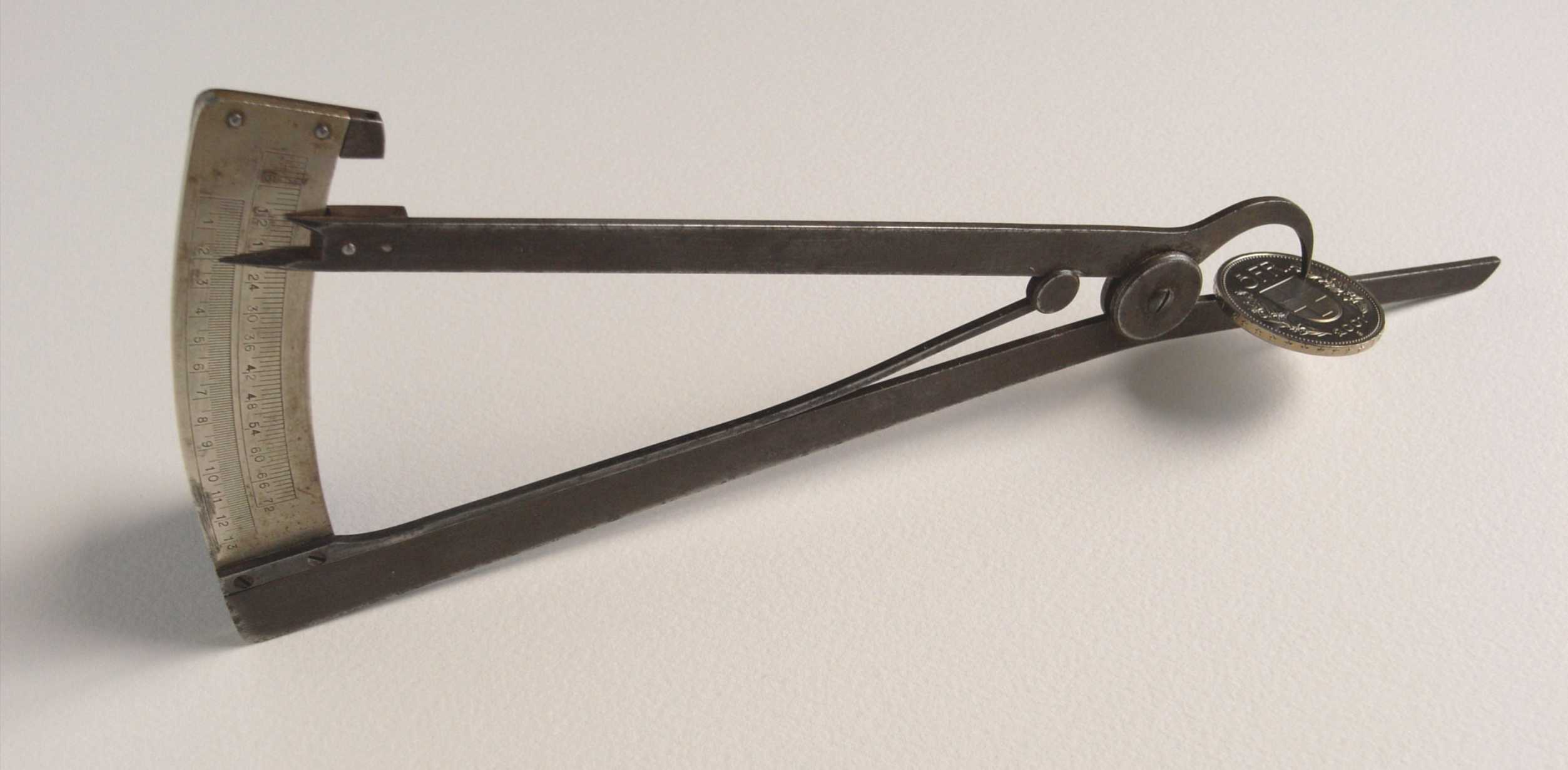
Zehntelmaß beim Messvorgang

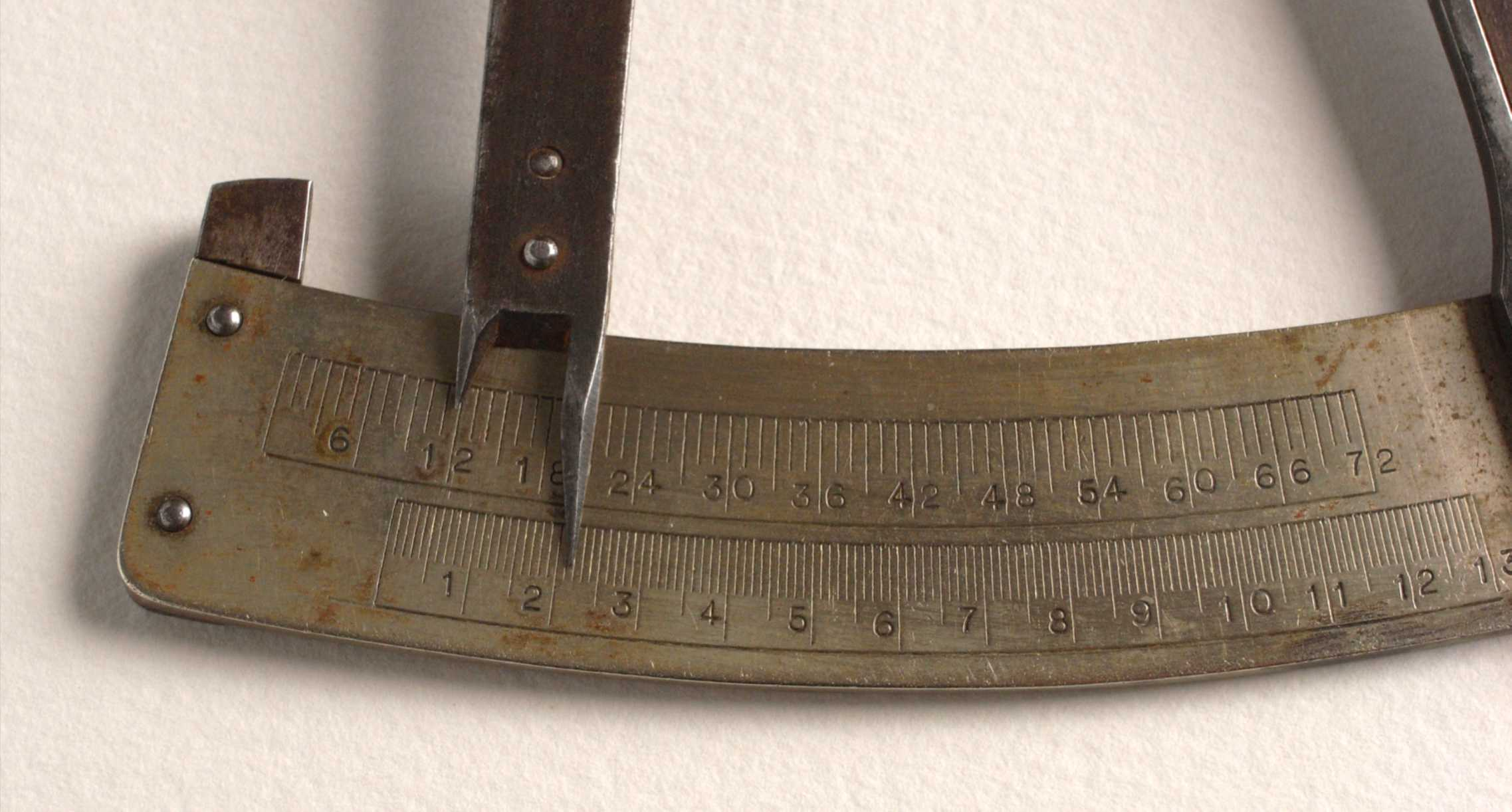
Doppelskala in Millimeter (unten) und Linie (oben)

Ein Zehntelmaß (auch Federlehre, Triebmaß, Zapfenzirkel, Spindelmaß) ist ein Messgerät zur Längen- oder Dickenmessung.

## Beschreibung
Die Skala mit den Messwerten hat zur Drehachse des Gerätes den zehnfachen Abstand wie der Messfühler. Durch diese Übersetzung entspricht ein Millimeter des Messobjektes einem Zentimeter auf der Ableseskala. So sind Unterschiede von einem Zehntel Millimeter exakt messbar und kleinere Differenzen noch gut abschätzbar. 
Der gängige Einsatzbereich ist die Feinmechanik, um kleinste Bauteile und Drahtdurchmesser zu ermitteln. Seine Handhabung ist im Gegensatz zum Messschieber oder der Mikrometerschraube sehr einfach, da es eine einhändige Bedienung ermöglicht sowie zum schnellen und punktgenauen Messen dient.
Das Messgerät ist besonders in den Handwerksberufen Uhrmacher, Juwelier, Gold- und Silberschmied üblich, um die Dimensionen von kleinen Teilen schnell und zuverlässig zu ermitteln. In besondere Weise betrifft das Zahnradachsen und die Dicke von Uhrenfedern, Drähte, Perlen oder Edelsteinen.
Heute werden die Messgeräte von traditionell arbeitenden Werkstätten verwendet, zunehmend in einer modernen Variante. Diese modern abgewandelte Form auf der Basis desselben Messprinzips ist das Leveridge Gauge. Damit werden zwischen zwei Tastspitzen die Größe bzw. Länge eines Objektes ermittelt und der Wert durch einen Zeiger auf einer runden Skala oder digital dargestellt.
Die Skala des ursprünglichen Zehntelmaßes lässt das Ablesen von Millimetern und Zehntelwerten zu, was ihm seinen Namen gab. Der Begriff verbreitete sich mit dem Messwerkzeug und wurde in einige Fremdsprachen direkt übersetzt. In manchen Regionen war es üblich, mit einer zweiten Skala den Messwert in Linien anzugeben. Eine Linie entspricht einem Zwölftel-Zoll (1/12″). Schweizer und französische Uhrmacher setzten dieses Instrument in ihrer Praxis ein.

## Fremdsprachige Bezeichnungen
englisch: dixieme gauge, gelegentlich auch decimillimeter gauge oder Jo-Di Gauge

französisch: dixième, calibre au dixième

niederländisch: tiendepasser

spanisch: calibrador de Décimo

tschechisch: míra desetinná